# Szélsőérték
A matematikában egy függvény szélsőértéke olyan pontban vett érték, amelynél a függvény egy adott környezetében, vagy az egész értelmezési tartományában nem vesz fel nagyobb vagy kisebb értéket. A függvény egy adott környezetében lévő szélsőérték pontosabb elnevezéssel helyi szélsőérték, míg a függvény teljes értelmezési tartományán megállapított szélsőérték a globális szélsőérték.

## Valós függvény szélsőértéke

### Globális szélsőérték
Ha f valósokon értelmezett valósértékű függvény, akkor f globális vagy abszolút szélsőértékeinek nevezzük értelmezési tartományának maximumát illetve minimumát.
Pl.: a {\displaystyle sin\,x} függvény maximuma az 1, amit az {\displaystyle x=\left(2k+{\frac {1}{2}}\right)\pi \,\,(k\in \mathbb {Z} )} helyeken vesz fel, és minimuma -1, amit pedig az {\displaystyle x=\left(2k-{\frac {1}{2}}+2k\right)\pi \,\,(k\in \mathbb {Z} )} helyeken vesz fel.

#### Weierstrass-tétel
Weierstrass tétele kimondja, hogy minden korlátos és zárt intervallumon értelmezett folytonos függvénynek létezik mindkét abszolút szélsőértéke.

### Lokális szélsőérték
y f függvény lokális vagy helyi szélsőértéke, ha létezik olyan {\displaystyle I} nyílt halmaz, f-nek amire vett leszűkítésének y abszolút szélsőértéke.
Pl.:{\displaystyle x\cdot \sin \,x} lokális minimuma 0 a 0 helyen.

#### Differenciálható függvény lokális szélsőértékének létezésének szükséges feltétele
Egy Fermat-tól származó tétel kimondja, hogy differenciálható függvény helyi szélsőértékéhez húzott érintő párhuzamos az abszcissza-tengellyel, azaz, ha f teljes értelmezési tartományában differenciálható, akkor lokális szélsőértékeit csak azokon az x helyeken veheti fel, ahol {\displaystyle f'\,(x)=0}.

#### Differenciálható függvény lokális szélsőértékének létezésének szükséges és elegendő feltétele
Legyen {\displaystyle f\,n}-edik deriváltja {\displaystyle x\in Dom\,f} egy {\displaystyle K\,} környezetében folytonos, és {\displaystyle f'\,(x)=\cdots =f^{(n-1)}(x)=0}, továbbá {\displaystyle f^{(n)}(x)\,\neq 0}. Ekkor {\displaystyle f\,x} helyen pontosan akkor veszi fel lokális szélsőértékét, ha {\displaystyle n\,} páros, mégpedig, és ha létezik szélsőérték, abban az esetben, ha {\displaystyle f^{(n)}(x)\,>0}, minimuma van, ellenkező esetben pedig maximuma.

##### Bizonyítás
A Taylor-formula szerint {\displaystyle K\,} minden {\displaystyle x+h\,} pontjához létezik olyan {\displaystyle \Theta \in [0,1]}, hogy
{\displaystyle f(x+h)=\sum \limits _{k=0}^{n-1}{{\frac {f^{(k)}(x)}{k!}}h^{k}}+{\frac {f^{(n)}(x+\Theta h)}{n!}}h^{n}=f(x)+{\frac {f^{(n)}(x+\Theta h)}{n!}}h^{n}}, azaz
{\displaystyle f(x+h)-f(x)={\frac {f^{(n)}(x+\Theta h)}{n!}}h^{n}}
Legyen {\displaystyle f^{(n)}(x)>0\,}, ekkor {\displaystyle f^{(n)}\,} folytonossága miatt létezik olyan {\displaystyle \varepsilon >0\,}, hogy minden {\displaystyle \varepsilon >|a|\,}-ra {\displaystyle f^{(n)}(x+a)>0\,}. Tegyük fel, hogy {\displaystyle n\,} páros, {\displaystyle |h|<\varepsilon }, és {\displaystyle \Theta h=a\,}, ekkor
{\displaystyle 0<{\frac {f^{(n)}(x+a)}{n!}}h^{n}={\frac {f^{(n)}(x+\Theta h)}{n!}}h^{n}=f(x+h)-f(x)}, azaz {\displaystyle f(x)<f(x+h)\,}, következésképp {\displaystyle f\,}-nek {\displaystyle x\,} helyen lokális minimuma van. Ha {\displaystyle n\,} páratlan, akkor, ha {\displaystyle 0<h<\varepsilon \,}, akkor {\displaystyle f(x)<f(x+h)\,}, ha viszont {\displaystyle -\varepsilon <h<0\,}, akkor {\displaystyle f(x)>f(x+h)\,} így {\displaystyle x} helyen a függvénynek nincs szélsőértéke. {\displaystyle f^{(n)}(x)<0\,} esetben a maximum létezése, ill. nem létezése nagyon hasonlóan látható be.